# 야광토끼
야광토끼(Neon Bunny, 본명: 임유진, 대한민국의 여성 싱어송라이터이다. 2011년 데뷔 음반 《Seoulight》를 발매하며 솔로 활동을 시작했다.

## 음반 목록
- 2011년 1집 《Seoulight》
- 2012년 EP 《Happy Ending》
- 2016년 2집 《Stay Gold》

## 수상 경력
- 2012년 제9회 한국대중음악상 음반부문 최우수 팝상